# Ixora foliicalyx
Ixora foliicalyx là một loài thực vật có hoa trong họ Thiến thảo. Loài này được Guédès mô tả khoa học đầu tiên năm 1986.